# Jan Konstanty Odachowski
Jan Konstanty Odachowski herbu Nałęcz – ciwun retowski od 1696 roku, podsędek żmudzki w latach 1695-1704, sędzia grodzki żmudzki w latach 1691-1695, wojski parnawski w 1690 roku.
Był elektorem Augusta II Mocnego z Księstwa Żmudzkiego w 1697 roku.